# Temporada 2015 del Campeonato de Galicia de Rally
La temporada 2015 es la edición 37.º del Campeonato de Galicia de Rally. El calendario estaba compuesto ocho pruebas, comenzando el 20 de marzo en el 21.º Rally do Cocido y finalizando el 29 de noviembre en el 4.º Rally Ourense-Ribeira Sacra.

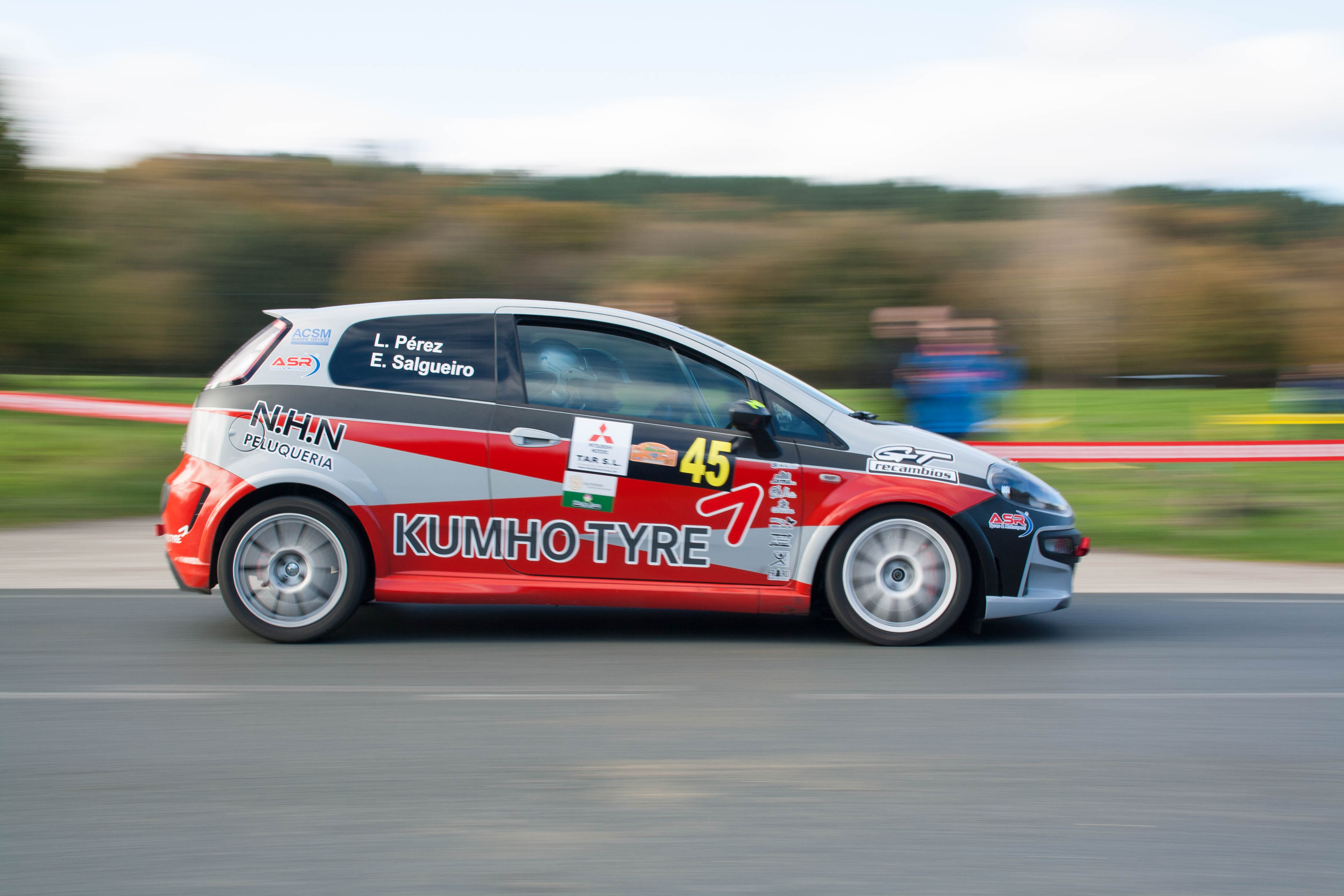
Luis Pérez y Ezequiel Salgueiro en el Rally Riberira-Sacra

## Calendario
| N.º | Fecha              | Rally                           | Resultados |
| --- | ------------------ | ------------------------------- | ---------- |
| 1   | 20-21 de marzo     | 21.º Rally do Cocido            | Resultados |
| 2   | 17-18 de abril     | 31.º Rally Ría de Noia          | Resultados |
| 3   | 6-7 de junio       | 28.º Rally Cidade de Narón      | Resultados |
| 4   | 10-11 de julio     | 12.º Rally Sur do Condado       | Resultados |
| 5   | 4-5 de septiembre  | 20.º Rallye de La Coruña        | Resultados |
| 6   | 2-3 de octubre     | 8.º Rally Comarca da Ulloa      | Resultados |
| 7   | 23-24 de octubre   | 37.º Rally San Froilán          | Resultados |
| 8   | 28-29 de noviembre | 4.º Rally Ourense-Ribeira Sacra | Resultados |

## Resultados

### Campeonato de pilotos
| Pos. | Piloto                    | 1 RDC | 2 NOI | 3 NAR | 4 SDC | 5 RDC | 6 CDU | 7 SFR | 8 RBS | Pts  |
| ---- | ------------------------- | ----- | ----- | ----- | ----- | ----- | ----- | ----- | ----- | ---- |
| 1.   | Alejandro Pais            | 1     | 1     | Ret   | 2     |       | 4     | 2     | 4     | 1291 |
| 2.   | Alberto Meira             | Ret   | Ret   | 1     | 1     | 2     | 3     | 4     | 18    | 1141 |
| 3.   | Celestino Iglesias        | 5     | 6     | 5     | 15    | 6     | 7     | 9     | Ret   | 797  |
| 4.   | Javier Martínez Carracedo | Ret   | 3     | 2     | Ret   | Ret   | 5     | 8     | 9     | 654  |
| 5.   | Daniel Castro Rodríguez   | Ret   | 17    | Ret   | 5     | 7     | 8     | 12    | 11    | 522  |
| 6.   | Fran Oviedo Bouzas        | 9     | 5     | 11    | 6     | 12    | 12    | Ret   | Ret   | 438  |
| 7.   | Héctor Forneiro           | 12    | 9     | 22    | 7     | 11    | 9     | 10    | 17    | 464  |
| 8.   | Celso Freire Fernández    | 21    | 19    | 23    | 14    | 25    | 28    |       | Ret   | 450  |
| 9.   | Jesús M. Mourelos         | 60    | 82    | 79    |       | 95    | 63    | 75    | 79    |      |
| 10.  | Daniel Dopico Rodríguez   |       | 8     | 3     | Ret   |       |       |       |       | 437  |